# Мстонь
Мстонь — деревня в Шимском районе Новгородской области России. Входит в Шимское городское поселение.

## География
Находится на юго-западном берегу озера Ильмень, в 4 км к востоку от устья Шелони, в 14 км от районного центра Шимска. Ближайшие населённые пункты — деревни Коростынь, Малая и Большая Витонь.
В Мстони есть две улицы:
- Дорожная
- Заречная

## История
В работе Васильев В. Л. Архаическая топонимия Новгородской земли: (Древнеславянские деантропонимные образования) / В. Л. Васильев. — Великий Новгород : Изд-во НовГУ, 2005. — 467 с. отмечается:
Мстонь дер. Веряжск. Шим. на юго-западном берегу оз. Ильмень, ранее – дер. Коростынской вол. Ст. у. [СНМНГ III, 68–69]. Идентифицируется с сельцом Местоня Коростынского пог. Шел. пят. 1499 г. (по описанию 1524 г. – сельцо Мстоня), или, иначе, Мстон: «Коростынские-жъ волости крестьяня косятъ <…> во Мстону 2 пожни, да лугъ на усть Шелони реки» [НПК V, 324, 393, 397, 398, 411, 414]. К др.-новг. личн. Мьстонъ, равному др.-чеш. Mstoň [Miklosich 1927, 9; Мор. СИ, 131], которое образовано глаголом *mьstiti и суф. -onь (близким именем является чешское же Mstěn, см. [Miklosich 1927, 8]). Межтерриториальные топонимические параллели к новг. геогр. Мстонь не выявлены.
C 12 апреля 2010 года входит в Шимское городское поселение. В 2005—2010 годах входила в состав ныне упразднённого Коростынского сельского поселения. До 2005 года входила в Веряжский сельсовет.

## Население
| 2010 |
| ---- |
| 84   |

### Национальный и гендерный состав
Согласно результатам переписи 2002 года, в национальной структуре населения русские составляли 100 % из 104 чел., из них 46 мужчин, 58 женщин.

## Инфраструктура
Личное подсобное хозяйство.

## Транспорт
В 1 км к югу от деревни проходит автодорога Р—51 Шимск — Старая Русса.